# A kísértethal
A kísértethal (Spookyfish) a South Park című rajzfilmsorozat 28. része (a 2. évad 15. epizódja). Elsőként 1998. október 28-án sugározták az Egyesült Államokban.

## Cselekmény
Közeleg Halloween és furcsa dolgok történnek a városban. Először Eric Cartman viselkedése két véglet között ingadozik – egyszer legalább annyira idegesítő, mint eddig, máskor viszont szinte már émelyítően kedves és barátságos, valamint körszakállat visel. Majd Stan anyjának nagynénje, Vér néni érkezik látogatóba a Marsh családhoz, az aranyhal pedig, melyet Stan Marshnak hozott ajándékba, éjszakánként embereket kezd gyilkolni. Stan anyja, Sharon (aki fiát gyanúsítja a gyilkosságokkal) elássa a tetemeket, s miután egyre jobban kezd elborulni az elméje, foglyul ejti Barbrady felügyelőt, hogy az ne vehesse el tőle Stant. Az aranyhal ezután Kenny McCormickkal és Vér nénivel is végez.
A főszereplő fiúk rájönnek, hogy valójában két Cartman létezik, Séf bácsi szerint a kedvesebbik egy gonosz párhuzamos univerzumból jött. Miután felismerik, hogy az aranyhal is innen származik, visszaviszik az Indián Temető Kisállat-kereskedésbe (mely utalás a Kedvencek temetője című horrorfilmre), ahol egy átjáró található a másik világba. A gyerekek azt javasolják a tulajdonosnak, költözzön el máshová, majd távoznak az üzletből, ezután jelenik meg Stan és Kyle Broflovski gonosz alteregója, akik vissza akarják vinni Cartman hasonmását a saját világukba, hogy tovább kínozhassák. Összefognak a valódi Cartmannel, majd elkezdődik a végső leszámolás, miközben az állatkereskedésből elszökött kisállatok a városi lakosokat gyilkolják.
A gonosz Stan és Kyle egy „demagnifikáló” fegyverrel támad rájuk, de Stan megszerzi tőlük az eszközt és visszaküldi a két klónt a saját világába. Ezután a saját Cartmanüket akarják lelőni, de ő letépi a hasonmás szakállát, így nem tudják megkülönböztetni őket egymástól. Az egyik Cartman azt javasolja, lőjék le mindkettőjüket, így biztosra mehetnek. Rájönnek, hogy ő a barátságos hasonmás, ezért a másikat lövik le (akiről azt hiszik, ő az igazi Cartman). Kiderül azonban, hogy rosszul választottak és a valódi Cartman átverte őket.

## Utalások
- Az epizódban több célzás is történik a Star Trekre:
  - Barbrady az eltűnt személyek között William Shatner fotóját is megmutatja Stan anyjának.
  - A tüköruniverzum több Star Trek-epizódban is szerepelt. A „gonosz” Cartman szakálla pedig direkt célzás Spock hasonmására a „Tükröm, tükröm” című részből (de a főhős gonosz hasonmása a Knight Rider című sorozatban is hasonló szakállat viselt).
  - A végső leszámolás Cartman és gonosz alteregója között emlékeztet az „Akiket az istenek megsemmisítenek” című Star Trek-részre, beleértve azt a jelenetet is, melyben Cartman azt tanácsolja Stannek és Kyle-nak, inkább lőjék le mindkettőjüket.
- Sharon reakciója a gyilkosságokra utalás az 1956-os Bad Seed című filmre. Kenny anyjának egyik mondata („…maga is inna, ha elveszne a kisfia”) szintén ebből a filmből származik.
- A készítők több motívumot is az 1982-es Poltergeist – A kopogó szellem című filmből vettek át, például az állatkereskedésben megjelenő dimenziókaput vagy amikor az aranyhal akváriuma éjszaka egyre közelebb kerül Stanhez.

## Érdekességek
A halloweeni rész különlegessége, hogy a történések alatt végig egy „kísérteties” keret szegélyezi a képernyőt, melynek négy sarkában Barbra Streisand fotója látható. Valahányszor Cartman és hasonmása együtt szerepel, egy vékony vonal látható közöttük. Ez utalás lehet egy elavult filmes technikára, melynek során egy színész két szerepet is eljátszik, majd a felvételeket utólag összevágják.